# Écdysia
L'écdysia ou ecdysia (du grec ancien ἑκδύω "se déshabiller") était un rituel impliquant des cérémonies sacrées et des célébrations à Phaistos, en Crète, qui se déroulaient en l'honneur de Léto Phytia, mère d'Apollon et d'Artémis.

## Événement célébré
La légende raconte l'histoire de Galatée, fille d'Eurytos et épouse de Lampros. Parce que son mari l'avait prévenue que si elle donnait naissance à une fille, il tuerait celle-ci en l'exposant, Galatée, voulant la sauver, a été forcée de cacher le sexe de l'enfant et de l'élever comme un garçon, nommant sa fille Leucippe. Lorsque la jeune fille grandit et qu'il devint impossible de cacher son sexe, Galatée courut désespérément comme suppliante au temple sacré de Léto et lui demanda de transformer sa fille en fils, afin de garder celle-ci en vie. La déesse eut pitié d'elle et accepta ses prières. Ainsi, la jeune fille abdiqua son voile de jeune fille et par l'intervention divine de Léto fut transformée en homme,.
En commémoration de cet événement, les habitants de Phaistos ont surnommé Léto Phytia (du grec φύω "grandir"), parce qu'elle a fait pousser un pénis à Leucippe, et ont établi une fête en l'honneur de Léto qu'ils nommèrent Écdysia (du grec ἑκδύω "se déshabiller "), car Leucippe s'est débarrassé des vêtements de femme après sa transformation. Il était de coutume pour les femmes de Phaistos de s'allonger à côté de la statue de Leucippe avant leur mariage.

## Sources
- Lampsas Giannis, Dictionaire du monde ancien (Lexiko tou Archaiou Kosmou), Vol. II, Athènes, Domi Publications, 1984, p.80.